# تل الضبعة

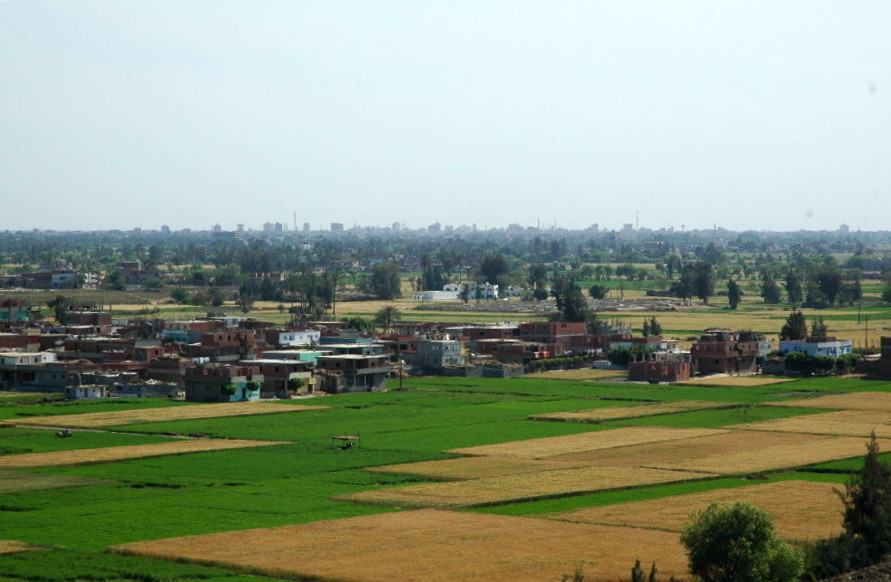
تل الضبعة

تل الضبعة موقع أثري في منطقة دلتا النيل في مصر حيث كانت أفاريس، عاصمة الهكسوس، ذات يوم قائمة. يُعرف الموقع أساسًا بلوحاته الجدارية المينوسية.

## تحديد الموقع
بدأت الحفريات في المنطقة في عام 1885 من قبل إدوارد نافيل. بين عامي 1929 و 1939، قام بيير مونتي بالتنقيب في تانيس، على بعد 20 كيلومترًا إلى الشمال، وعثر على مقابر غنية بشكل ملحوظ. كان يعتقد أنه وجد موقع أفاريس، وكان رأيه مقبولًا على نطاق واسع في ذلك الوقت. ومع ذلك، لم يقتنع آخرون، مثل لبيب حبشى، أحد رواد علماء المصريات المصريين. في 1941-42 قام بالتنقيب في تل الضبعة لصالح مصلحة الآثار المصرية وتوصل إلى نتيجة مفادها أن هذه كانت في الواقع أفاريس:
 عندما قام مانفريد بيتاك من المعهد الأثري النمساوي بإجراء دراسة مفصلة لتضاريس الموقع والمناطق المحيطة به في الثمانينيات، تم تأكيد فرضية حبشى. كشفت مهمة بيتاك أن العاصمة الفعلية للهكسوس كانت بالفعل تل الضبعة. 
تم إجراء التحقيقات الأخيرة للمقابر في أفاريس كجزء من ثلاثين عامًا من الحفريات المشتركة من قبل المعهد الأثري النمساوي في القاهرة، بقيادة مانفريد بيتاك، ومنذ أكتوبر 2010 بواسطة إيرين فورستنر مولر. هناك اتجاه مثير للاهتمام في أحدث التحقيقات يتعلق بالوباء التاريخي في أفاريس عام 1715 قبل الميلاد، والموثق في علم الآثار وأوراق البردي الباقية.
تُفهم طبيعة الحضارة في تل الضبعة من الفحص الأثري للموقع. واكتشفت الحفريات الأثرية أبنية من مساكن ومقابر ومعابد تجمع بين الطراز المعماري المصري والكنعاني. مجتمع تل الضبعة تفاعل مع أفراد من مناطق أخرى أثروا في لوحاتهم الجدارية. على الرغم من أن البقايا قد تضررت بسبب بيئة المستنقعات وكذلك بسبب استمرار إعادة البناء والزراعة في الموقع، فقد أظهر علماء الآثار أن هذه المدينة كانت محتلة من قبل مجتمع ثري مع منطقة مقدسة كبيرة وممارسات دفن غير عادية.
من عام 1951 إلى عام 1954، قام شحاتة آدم بالتنقيب جزئيًا في موقع الأسرة الثانية عشر لعزبة رشدي بالقرب من تل الضبعة.

## بنيان

### مساكن
شهدت تل الضبعة زيادة في الهجرة خلال الفترة 1610-1590 قبل الميلاد. بين عامي 1590 و 1570 قبل الميلاد، واجه سكان تل الضبعة الاكتظاظ. بسبب ضيق المساحة، تم بناء منازل صغيرة في مقابر، ودُفن الأطفال في مداخل المنازل الكبيرة. تم دمج القبور في هيكل المنازل.
خلال فترة الهكسوس المبكرة، بنى أفراد من الطبقات الاجتماعية الدنيا منازلهم حول منزل سيدهم. لم يكن هذا واضحًا خلال فترة الهكسوس المتأخرة بسبب الاكتظاظ والأضرار الناجمة عن الزراعة. يشير حجم منازل تل الضبعة إلى ثراء السكان. في منطقة الأطراف الشمالية الشرقية، كانت المنازل صغيرة جدًا، مما يعكس الطبقات الفقيرة. بالمقابل، في المنطقة الشرقية من تل الضبعة، تم اكتشاف بقايا منازل كبيرة مع سلالم تؤدي إلى طوابق عليا، مما يشير إلى أن أفراد المجتمع الأكثر ثراءً يعيشون هناك.
قرب نهاية فترة الهكسوس، بين 1600 و 1570 قبل الميلاد، شعر حكام تل الضبعة بالتهديد من احتمال تعرضهم للهجوم. لذلك قاموا ببناء سور سميك حول المدينة للدفاع.

### المقابر
كانت الأساليب والطرق المستخدمة في دفن الموتى في تل الضبعة كنعانية. تتكون المدافن من حجرات مقببة من الطوب اللبن. وهي تعكس الإيمان بالحياة الآخرة لسكان تل الضبعة، على غرار إيمان المصريين. غالبًا ما كانت تدفن الجثث مع الجثث. يُعرف دفن الخدم والحمير على أنها ممارسات دفن رائعة في تل الضبعة. تمت ممارسة دفن الخادم والحمير بين عامي 1680 و 1660 قبل الميلاد. كانوا الأكثر شعبية خلال فترة الهجرة الآسيوية في بداية عهد الهكسوس.
لم يتم دفن الخدم بنفس طريقة دفن أصحاب المقابر: تم دفن الخدم في اتجاه مختلف في المقبرة لإظهار موقعهم في التسلسل الهرمي لتل الضبعة. دفنوا عبر مدخل القبر المواجه للباب. يتم تفسير ذلك على أنه الخدم ينتظرون تعليمات سادة القبور، والتي ستكون عنصرًا من مكونات الحياة المثالية في الحياة الآخرة. تم العثور على ثلاثة مدافن للخدم في تل الضبعة. يبدو أن الخدم قد دفنوا في نفس الوقت مع مالكي القبور أثناء تضحية خادم.
تم دفن الحمير على مدار تاريخ تل الضبعة. تم العثور على الحمير بشكل عام في أزواج أمام المقابر في الموقع. تم التضحية بالحمير عندما مات صاحب المقبرة حيث دفن كلاهما في نفس الوقت. تؤكد الحمير على إيمان المجتمع بالحياة الآخرة: كانت الحمير مرتبطة ارتباطًا وثيقًا بالبعثات وبالتالي يمكن أن تكون مرتبطة بالرحلة بين الحياة والموت.

### المعابد
كشفت الحفريات في تل الضبعة عن معابد تعود إلى فترة الهكسوس. تعرض المعابد الأنماط المصرية والكنعانية. حسب الاصطلاح، تقع مداخل المعابد في الجدار الشمالي والمعابد موجهة إلى شمال غرب البلاد. تم العثور على عناصر مثل الخناجر البرونزية ورؤوس الفأس والأباريق في هذه المجمعات.
من أكثر المعابد شهرة هو المعبد الأول. وهو على الطراز المصري ويعود تاريخه إلى ما بين 1680 و 1660 قبل الميلاد. يحتوي على ثلاثة ملاذات وفي فنائه يوجد دليل على وجود مذبح ربما تم تقديم القرابين عليه. الجدران الخارجية مبنية من الطوب اللبن المطلي باللون الأبيض. تم العثور على آثار من الطلاء الأزرق على الجدران.

## التأثير الفني

### جداريات مينوان
في عام 1987، تم اكتشاف آلاف الأجزاء من اللوحات الجدارية المينوية في الحدائق القديمة المجاورة لمجمع قصر تل الضبعة، في موقع حصن من أوائل الإمبراطورية المصرية. تُظهر الأجزاء التقنيات والموضوعات والأنماط التي تتميز بها اللوحات الجدارية المينوية. تم تطبيق اللوحات الجدارية على هيئة بون فريسكو، وهو جانب محدد لأعمال مينوان وهي تشمل مشاهد لأنماط تشبه المتاهة، والثيران والقفز الثيران، والفرس الطائر، والغريفين، وصيد الفهد والأسد، وهي صور مرتبطة بالثقافة الفنية المينوية. تُظهر اللوحات الجدارية المينوية من تل الضبعة أن حكام الأسرة الثامنة عشرة الأوائل كانوا منفتحين على أعمال وموضوعات من شرق البحر الأبيض المتوسط. كانت مجتمعات الهكسوس ومينوان على اتصال، ربما من خلال الفنانين المتجولين الذين نقلوا تكنولوجيا مينوان إلى تل الضبعة. قد يكون سكان تل الضبعة قد شملوا أيضًا عائلات بحر إيجة، مما أدى إلى روابط مباشرة بين بحر إيجة والفن المصري.
تعتبر مشاهد قفزة الثيران المصورة على شظايا الجص لا يمكن تمييزها عن تلك الموجودة في قصور مينوان. تم تحديد موضوع قفزة الثيران على وجه الخصوص في كنوسوس، كريت. تم رسم اللوحة الجدارية بأسلوب مينوان الذي يقفز على الجص: شخص ذو بشرة داكنة بشعر داكن مموج يرتدي ملابس على طراز مينوان، وهي التنورة والأحذية وشارات الذراع، يصور وهو يؤدي قلب ظهر ثور.
شكل نانو ماريناتوس مبدئيًا مشهدًا من شقين لأسد وشظايا صيد النمر في عام 1994. تم تصوير الفهود وهي تصطاد الغزلان على خلفية حمراء في المشهد العلوي من اللوحة الجصية بينما تم تصوير الأسود التي تطارد الوعل في المنطقة السفلية. شظايا أخرى تظهر الأحذية. وهكذا استنتج أنه تم تصوير مشهد صيد. بالإضافة إلى ذلك، قام بيتاك بتضمين صورة نمر في عمله تظهر أجزائه الخلفية. يتم تمديد أرجل وذيل الحيوان بالكامل في وضع العدو السريع لإظهار الحركة، وهي تقنية تمثيلية شائعة في الفن المينوي.

### الفخار القبرصي
تم اكتشاف ما يقرب من 500 قطعة من الفخار القبرصي، تحتوي على زيت وعطور، في تل الضبعة. تشكل الأنماط المعلقة والخط المتقاطع والأبيض المطلي على شكل V من الفخار القبرصي الأبيض أكبر مكون من الفخار المُصدَّر إلى تل الضبعة، مما يشير إلى أن تل الضبعة كانت لها علاقات تجارية مع قبرص. غالبية القطع التي تم تصديرها كانت من تقليد «النطاق العريض». تم العثور على جزء من حافة واحدة من جرة من نمط الخط الدقيق V مطلي باللون الأبيض في الموقع.
يجب أن تكون قلعة الهكسوس قد شُيدت في نهاية فترة الهكسوس، حيث تم العثور على أجزاء من بيكروم وير القبرصية في مكبات رملية تم ترسيبها من أجل رفع الأرض للبناء.

## عزبة رشدي
عزبة رشدي قرية صغيرة تبعد حوالي كيلومتر واحد شمال شرق تل الضبعة. تم اكتشاف معبد ومستوطنة من عصر المملكة المصرية الوسطى من خلال الحفريات الأخيرة.
قام المعهد الأثري النمساوي، الذي تم حفره سابقًا بواسطة شحاتة آدم، باكتشاف معبد شرقي القرية، بإعادة حفر الموقع في عام 1996. واكتشف أنه قبل بناء المعبد، كانت هناك بالفعل مستوطنة للأسرة الثانية عشرة مبكرة هناك.